# Octavia Sperati (skådespelare)

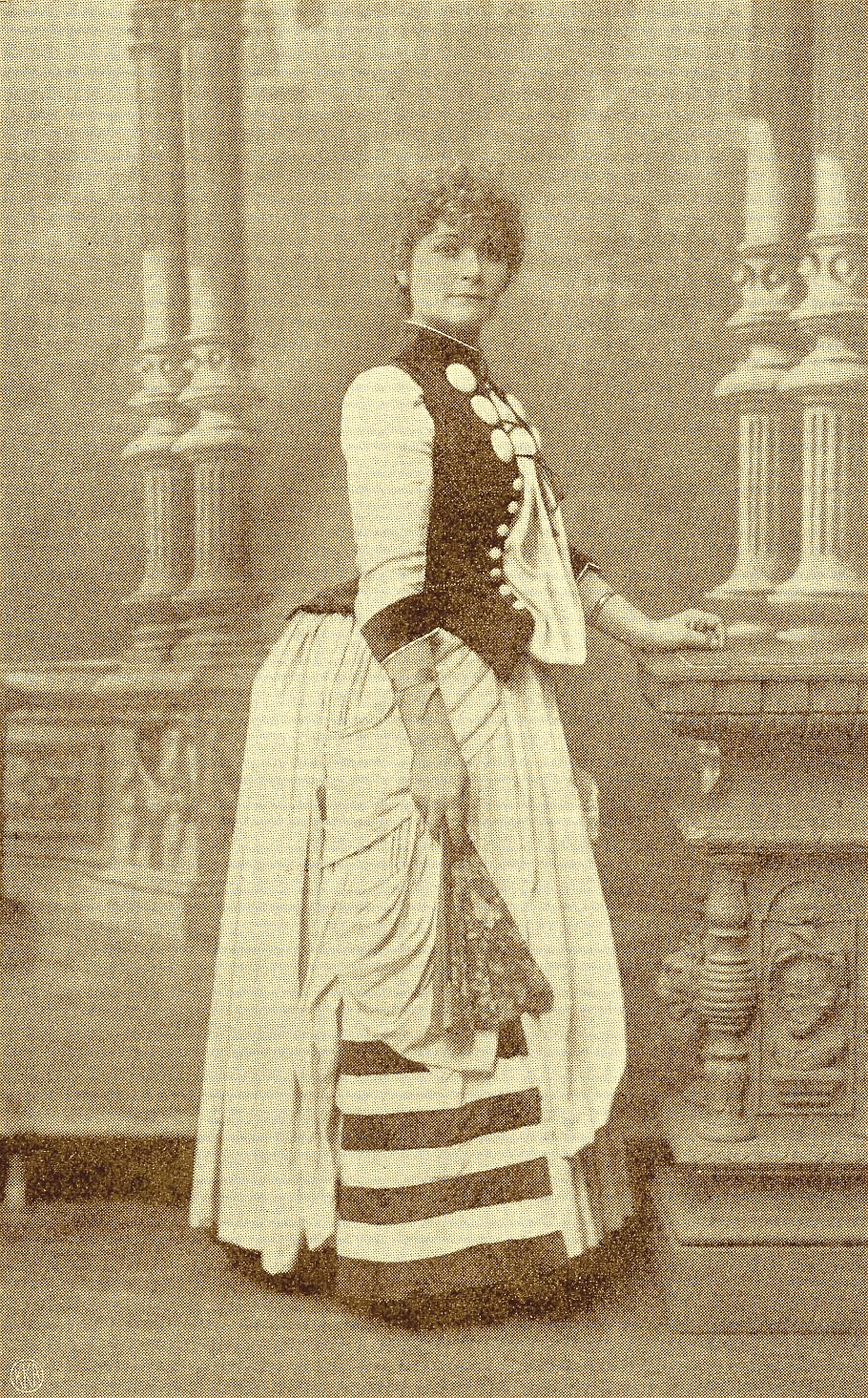
Octavia Sperati.

Octavia Sperati, född Svendsen den 19 februari 1847 i Kristiansand, död den 22 mars 1918 i Bergen, var en norsk skådespelerska. Hon var sonhustru till Paolo Sperati och mor till Robert Sperati.
Octavia Sperati debuterade 1865 på Kristiania Folketeater och anställdes 1876 vid Bergens Norske Teater, varifrån hon övergick till den nationella scenen i samma stad. Hon utmärkte sig bland annat i flera Holberg- och Ibsenroller samt författade Theater-erindringer (1911).